# トンブクトゥの戦い (2013年3月末)
2013年3月30日のトンブクトゥの戦い（トンブクトゥのたたかい）は、マリ北部紛争に介入したフランス軍とマリ軍とイスラム過激派武装勢力との間で発生した戦闘。イスラム過激派武装勢力は前回に続いてトゥンブクトゥ市内に侵入を図る。

## 経過
前回の戦闘から10日後、トンブクトゥはイスラム過激派の新たな攻撃に曝される。攻撃は3月30日夜、市内入口西側に設けられた検問所に対する自爆攻撃によって始まる。この攻撃でマリ軍兵士が負傷する。他のイスラム戦闘員は夜間に街に侵入を試みる。
トンブクトゥ市はマリ軍によって防御されており、フランス軍はトンブクトゥ空港に拠点を置いていた。
3月30日朝、サラフィー主義イスラム過激派との間で戦闘が始まる。フランス軍部隊によって支援されたマリ軍の評価によるとイスラム戦闘員は15人程度と推定される。衝突は2ヶ所で起こり、1ヶ所目は完全に市内であり、トンブクトゥ州知事の仮設公邸として使われていたオテル・コロンベ（hôtel Colombe）で、もう1ヶ所はマリ軍駐屯地であった。
ホテルにいた州知事と地元名士、そして外国人ジャーナリスト2人はフランス軍によって避難される。
フランス軍はこの戦闘に小隊と分隊を合わせて約50人を投入し、ミラージュ2000D戦闘機とラファール戦闘機による警戒飛行も実施される。
戦闘中、二度目の自爆攻撃は人質にとられたナイジェリア人民間人を犠牲にする。両方の自爆攻撃者はマリ軍の活動中に死亡している。
4月1日、住民は身を守るべく自主的にバリケードを築いて地域を封鎖した。マリ＝フランス連合軍は市内に残るイスラム戦闘員を掃討すべく行動を開始、市中心部にある公共建造物を包囲の後、破壊しそこからイスラム戦闘員とみられる3人の死体を発見している。建造物は市内に設けられた中央司令部に隣接しており、破壊はフランス軍の航空機によって行われたとの証言がある。

## 損失
正午までに明らかとなった結果はイスラム戦闘員の死亡2人マリ軍の負傷者は4人であった。午後、マリ軍兵士1人は傷が元で死亡し、イスラム戦闘員3人が死亡、他に人質となったナイジェリア人の民間人1人が死亡している。、4月1日の掃討戦で3人死亡が確認される。
戦闘は31日1600時頃に終わり、夕方に結果が明らかとなり、イスラム戦闘員は自爆による2人を含み合計8人が死亡。マリ軍は1人が戦死し8人が負傷する。